# 5518 Mariobotta
5518 Mariobotta è un asteroide della fascia principale. Scoperto nel 1989, presenta un'orbita caratterizzata da un semiasse maggiore pari a 2,2715193 UA e da un'eccentricità di 0,1846874, inclinata di 7,75153° rispetto all'eclittica.
L'asteroide è dedicato all'architetto svizzero Mario Botta.